# Lanius sphenocercus
L'averla maggiore cinese (Lanius sphenocercus Cabanis, 1873) è un uccello passeriforme della famiglia Laniidae.